# الشرطة القضائية البلجيكية

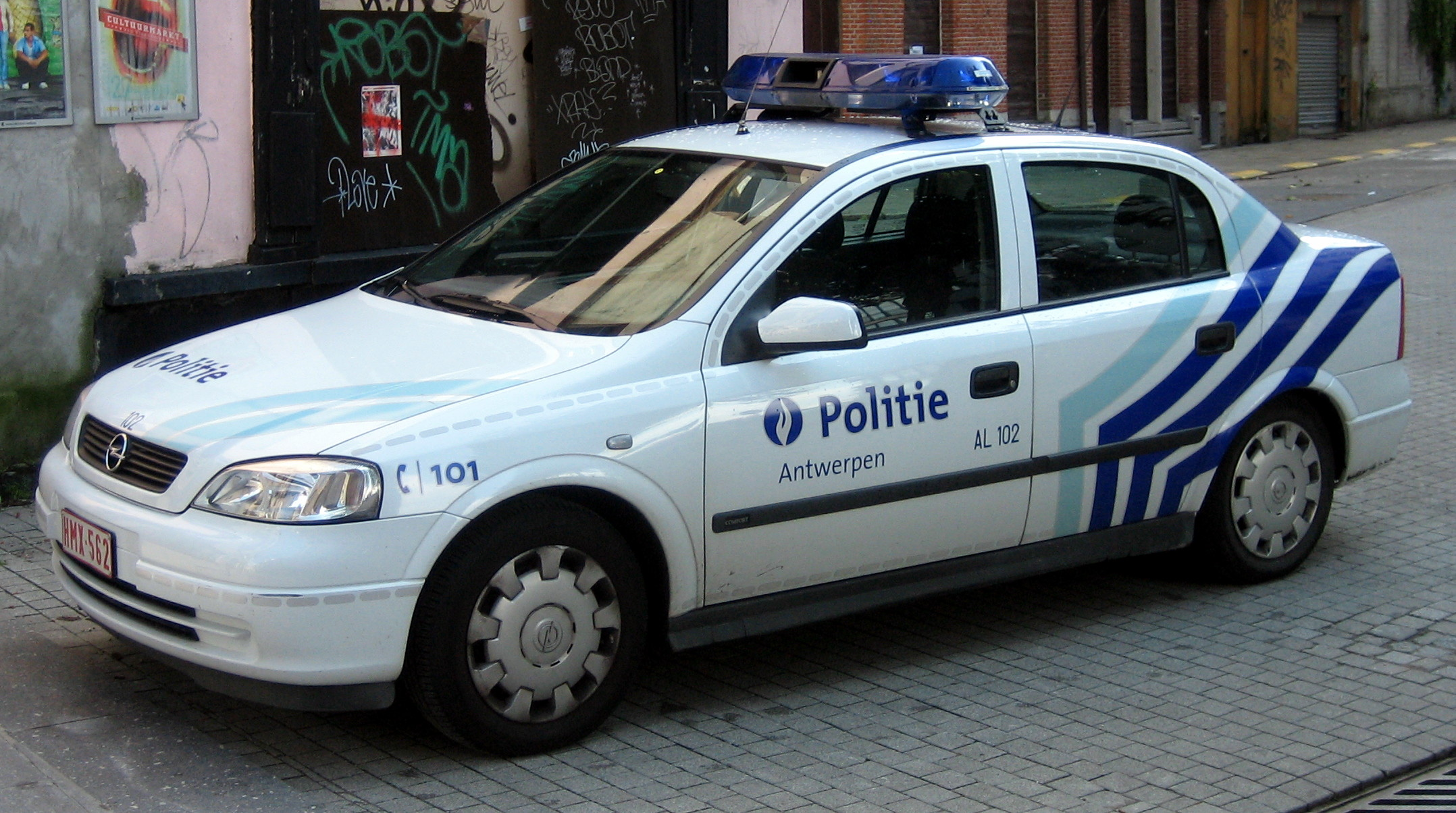

منذ سنة 1919-2001 توجد في بلجيكا الشرطة القضائية بالقرب من الباركيه لها ولاية قضائية جنائية إلى الدوائر القضائية الرئيسية للمملكة. صلاحياتها التحقيق ولكن كانت محدودة بسبب القضائية المكونة الوطنية الصلح. حيث ممارسة «الاستنابات القضائية» عندما عضوا في بروكسل (PJP) على سبيل المثال، كان يتعدى للتحقيق في دائرة القضائية نامور أو غير ذلك. وجود عدد محدود من الموظفين المتاحة له (حوالي 1300 شخص شكلت هذه الهيئة القضائية النخبة، الذراع الحقيقي للسلطة القضائية)، وحصل على (PJP) سلطة الطالبة واسعة على جميع أفراد قوات الأمن ( إلا العالي (OPJ)، أي القضاة)؛ التي ربما تفاقمت التوترات بين الخدمات والتي هزت بلجيكا في أواخر تسعين عاما.
بعد إصلاحات 2001، لم يعد (PJP) السابقة في الوجود وكانت قد تأسست في شرطة بلجيكا الجديدة.
هناك الآن شرطة قضائية فيدرالية، التي اضطلعت بمهام مماثلة ولكن مع المنظمة المختلفة، التي تعتمد الآن فقط (FPS) الداخلية.